# Берёзовка (Тайыншинский район)
Берёзовка (каз. Берёзовка) — упразднённое село в Тайыншинском районе Северо-Казахстанской области Казахстана. Входило в состав Летовочного сельского округа. Ликвидировано в 2000-е годы.

## Население
В 1989 году население села составляло 40 жителей, 50 % из которых составляли немцы, 32% поляки. По данным переписи 1999 года, в селе проживало 28 человек (13 мужчин и 15 женщин).